# Haarlemmerstraat 2 (Amsterdam)
Haarlemmerstraat 2 te Amsterdam is een gebouw aan de Haarlemmerstraat in Amsterdam-Centrum, Nederland.

## Geschiedenis
De Haarlemmerstraat is eeuwenoud, en veruit alle oorspronkelijke panden die in deze straat stonden zijn grotendeels verdwenen als gevolg van nieuwbouw, sloop en renovaties. Net zoals het verderop gelegen schoolgebouw op Haarlemmerstraat 132 is dit gebouw op nr. 2 een relatief jong gebouw. Het werd rond 1895 gebouwd. Deze fotogenieke plek aan de ingang van de Singel met brug werd door de eeuwen heen regelmatig vastgelegd, waarbij steeds meer grachtenpanden plaatsmaakten voor gebouwen met andere bestemmingen. Dat is terug te zien op foto’s van Albert Greiner en Jacob Olie (1893) ter plekke schoten. In het gebouw, dat ten tijde van Olie volhangt met reclame, zit dan een Algemeene Boekhandel en een advertentiënbureau. Het aanpalende gebouw aan de Singel heeft op die foto moeite zichzelf overeind te houden.

## Nieuwbouw
De twee gebouwen worden geslachtofferd voor nieuwbouw, dat een verdieping extra krijgt. Sloop begon in april 1895 en in begin november kon melding gemaakt worden dat het gebouw opgeleverd werd. Opdrachtgever was de alhier sinds 1832 gevestigde boekhandel Joh. G. Stemler, die op deze hoek een nieuwe boekwinkel (begane grond), magazijnen en uitgeverij (bovenste etage) ging uitbaten op vakgebieden als zeevaartkunde, bouwkunde, stoomwerktuigkunde en elektriciteit. Het gebouw kreeg vijf etages en was 23 meter hoog. Daar waar het vorige twee eeuwen oude pand niet boven de omgeving uitstak, deed de nieuwbouw dat wel, zeker wanneer dakterras en spitsgeveltje mee worden genomen. Architect Emanuel Marcus Rood (zijn naam is in de plint vereeuwigd) liet zijn fantasie de vrije loop, want hij speelde leentjebuur bij allerlei bouwstijlen en leverde dus een pand op binnen het eclecticisme. Lang kon Stemler er niet van genieten, al vanaf 1905 komen er andere bedrijven in het gebouw.
Rond 1920 komt er een nieuw (mede)gebruiker in het gebouw. De Maatschappij voor verzekering op het leven Noord-Brabant uit Waalwijk vestigde hier een bijkantoor, waarvoor sollicitaties konden ingezonden. Na een aantal jaar voerde die verzekeringsmaatschappij als gebouweneigenaar een grote verbouwing door onder leiding van architect W. Bouman uit Breda. Ter afronding daarvan verdween een spits ornament om plaats te maken voor een engel (inmiddels verschenen in het beeldmerk van NB) van Gabriël Parentani en broer. Het gevaarte van drie meter hoog en 3000 pond werd middels een hijskraan op haar plaats gezet, op deze ook dan al drukke verkeerskruising in Amsterdam een bezienswaardigheid. Tevens worden tussen de verdiepingen tableaus met reclameletters aangebracht; op de hoek komt dan nog een schild met het Wapen van Noord-Brabant te hangen met daaronder 1843 oprichtingsjaar van het verzekeringsbedrijf. Juist boven de toegangsdeur volgt nog een marmerglasplaat. Zoals de geschiedenis op deze plek leerde was ook de Noord-Braband hier niet blijvend. In 1937 vertrok zij naar de Nieuwezijds Voorburgwal 326-328 (Oxford House). Er was tijdens die verhuizing kennelijk geen aandacht voor de tegeltableaus en engel, want deze bleven achter. Ook in de 21e eeuw sieren deze ornamenten het gebouw, dat dan alweer een aantal andere bestemmingen achter de rug had. De engel moest in de 21e eeuw het qua hoogte afleggen tegen communicatieapparatuur. In 2014 werden alle versierselen, na jaren van nalatigheid, gerestaureerd.

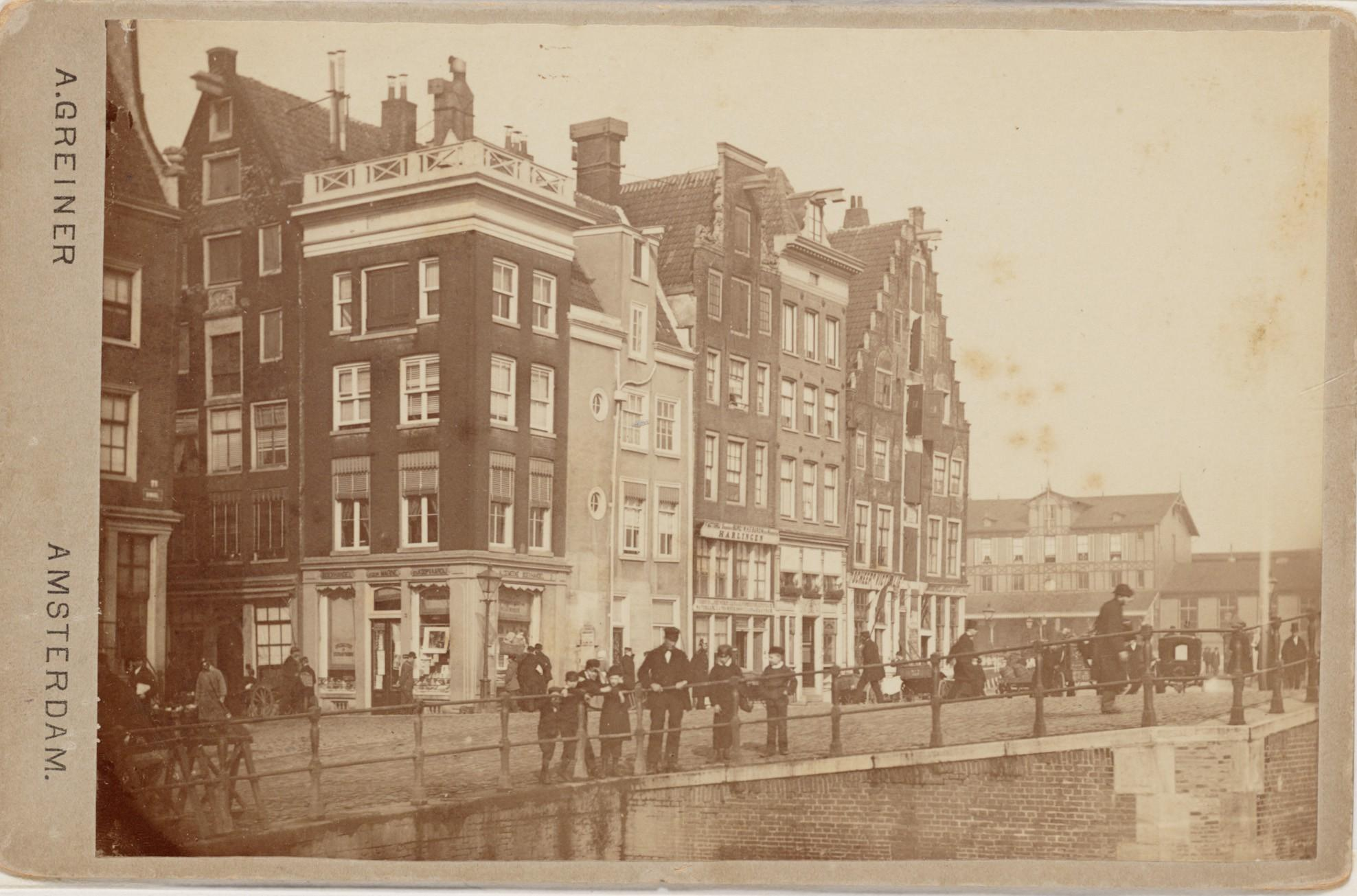
Foto Albert Greiner